# Universität Kangnam
Die Universität Kangnam (Englisch: Kangnam University, KNU) ist eine private christliche Universität in Südkorea. Der Campus liegt in Gugal-dong, Giheung-gu, Yongin, Gyeonggi-do.

## Geschichte
Die Universität wurde im August 1946. als Theologische Anstalt Chung-ang (중앙신학원, dt. „Zentrale Theologische Anstalt“) von Rev. Yi Ho-bin (이호빈, 1898–1989) gegründet. 1948 wurde sie in Theologische Schule Chung-ang umbenannt. Sie bot damals ein 4-jähriges Studium an. Im Juni 1953 wurde die Abteilung für Wohlfahrtspflege ergründet, welche die erste ihrer Art in Südkorea war. 1974 zog sie nach Gangnam-gu, Seoul und wurde deshalb 1976 in Kangnam-Wohlfahrtspflegeschule (강남사회복지학교) umbenannt. Im März 1980 zog sie in den heutigen Campus in Yongin.
Am 27. Oktober 1989 wurde sie zur Kangnam-Hochschule mit drei Fakultäten (Fakultäten für Geisteswissenschaften, Sozialwissenschaften und Künste). Am 1. April 1992 erhielt sie den Universitätsstatus und den jetzigen Namen.
Im März 2005 wurde in Zusammenarbeit mit der Hochschule für Musik Franz Liszt Weimar die „German School of Music Weimar“ (독일바이마르음악학부) gegründet mit dem Ziel, Musikstudenten ein hochkonzentriertes Studium anzubieten. Zukünftiges Ziel ist es, die Studenten mit einem Austauschjahr an ihrer Mutterhochschule in Weimar zu bereichern.

## Colleges (Fakultäten)
- College I (Theologie und Geisteswissenschaften)
- College II (Sozial- und Wirtschaftswissenschaften)
- College III (Ingenieurwissenschaften und Künste)
- College for Chinese Studies
- College for Social Welfare
- German School of Music Weimar

## Graduate Schools
- Graduate School
- Special Graduate Schools
  - Graduate School of Social Welfare
  - Graduate School of Practical Theology
  - Graduate School of Education
  - Graduate School of Real Estate & Public Administration